# 9563 Kitty
9563 Kitty eller 1987 SJ1 är en asteroid i huvudbältet som upptäcktes den 21 september 1987 av den amerikanske astronomen Edward L.G. Bowell vid Anderson Mesa Station. Den är uppkallad efter Katherine F. Putnam.
Asteroiden har en diameter på ungefär 3 kilometer och den tillhör asteroidgruppen Nysa.